# Haumania microphylla
Haumania microphylla là một loài thực vật có hoa trong họ Marantaceae. Loài này được Hoogland mô tả khoa học đầu tiên năm 1958.